# NGC 759
NGC 759 é uma galáxia elíptica (E) localizada na direcção da constelação de Andromeda. Possui uma declinação de +36° 20' 35" e uma ascensão recta de 1 horas, 57 minutos e 50,3 segundos.
A galáxia NGC 759 foi descoberta em 17 de Setembro de 1865 por Heinrich Louis d'Arrest.